# بخش سوندرگار
بخش سوندرگار (به انگلیسی: Sundergarh district) یک بخش در هند است که در اودیسا واقع شده‌است. بخش سوندرگار ۹٬۷۱۲ کیلومتر مربع مساحت و ۱٬۸۳۰٬۶۷۳ نفر جمعیت دارد.